# François-Hubert Débrousse
Ne doit pas être confondu avec Jean-Hubert Debrousse.
 (septembre 2022).
François-Hubert Débrousse, né le 23 mai 1817 à Surgères et mort le 21 août 1878 à Paris, est un entrepreneur français.

## Biographie
Entrepreneur, il s'implique dans des grands travaux publics en Espagne et en Italie, notamment la canalisation de l'Èbre et des lignes de chemin de fer, notamment celle de Rome à Civitavecchia.
À Paris, l'opération du boulevard Magenta lui permet de faire connaître son expérience de grand propriétaire immobilier, et lorsqu'il se rend acquéreur de terres importantes dans la province d'Oran, il y construit le barrage de l'Habra.
Il crée Le Courrier de France en 1871, avant de devenir propriétaire de La Presse.

## Distinctions
- Officier de la Légion d'honneur (1874)

## Hommage
- Rue Debrousse, à Paris